# Edward Russell, 23. Baron de Clifford

Wappen des Edward Russell, 23. Baron de Clifford

Edward Southwell Russell, 23. Baron de Clifford (* 30. April 1824; † 6. August 1877) war ein britischer Adliger und Politiker.

## Leben
Er war der älteste Sohn des Captains der Royal Navy John Russell (1796–1835), aus dessen Ehe mit Sophia Coussmaker, 22. Baroness de Clifford. Sein Vater war als Sohn des Lord William Russell (1767–1840) ein Enkel des Francis Russell, Marquess of Tavistock und Urenkel des John Russell, 4. Duke of Bedford. Russell studierte am Trinity College der Universität Cambridge.
Von 1847 bis 1852 war er als Abgeordneter der Liberal Party für das Borough Tavistock in Devon Mitglied des britischen House of Commons. Beim Tod seiner Mutter erbte er im Januar 1874 deren Adelstitel als 23. Baron de Clifford und wurde dadurch auf Lebenszeit Mitglied des britischen House of Lords.
Am 31. März 1853 heiratete er Harriet Agnes Elliot (1829–1896), Tochter des Admirals Sir Charles Elliot. Mit ihr hatte er zwei Söhne und zwei Töchter:
- Hon. Maud Clara Russell (1853–1947);
- Edward Southwell Russell, 24. Baron de Clifford (1855–1894), ⚭ 1879 Hilda Balfour;
- Hon. Charles Somerset Russell (1857–1886);
- Hon. Katherine Russell (1861–1950), ⚭ 1891 Reginald Corbet († 1945).